# 반연방주의
반연방주의(Anti-Federalism)는 연방주의에 반대하는 이념이다. 반연방주의는 작고 힘없는 정부를 지향하거나, 지역의 자치권을 유지, 강화를 지향한다.
반연방주의자들은 1787년에 미국 헌법의 비준을 반대하였다. 패트릭 헨리로 대표되는 반연방주의자들은 대통령이 독재자로 변할 수 있다는 걱정을 하여, 권리장전에 독재를 반대하는 문구를 넣었다.
미국의 대표적인 반연방주의자로는 토머스 제퍼슨이 있었고 제퍼슨은 반연방주의자들을 결속하여 민주공화당을 창당하였다. 돈이 많든 적든, 민주주의의 기본 이념에 따라 모두가 지도자로서 출범할 수 있는 제도가 반 연방주의이다.

## 같이 보기
- 보충성의 원리